# Vodní stopa

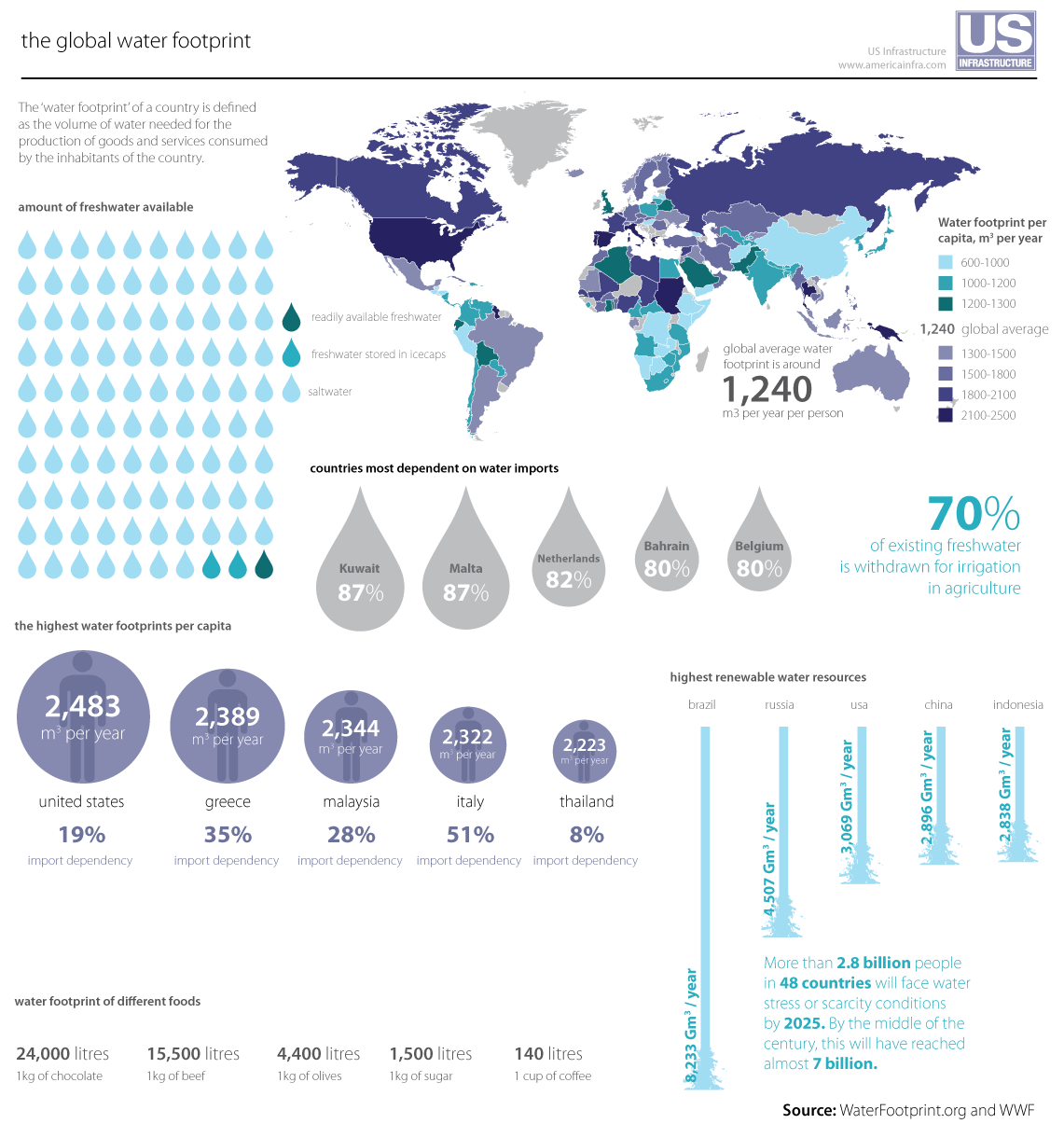
Vodní stopa států (zeleně s podprůměrnou stopu, modře s nadprůměrnou stopou)

Vodní stopa (nebo také virtuální voda, anglicky water footprint) je množství vody, které je zapotřebí k produkci daného zboží či služeb. Průměrná vodní stopa je 1240 m3 vody za rok na člověka.

## Dělení

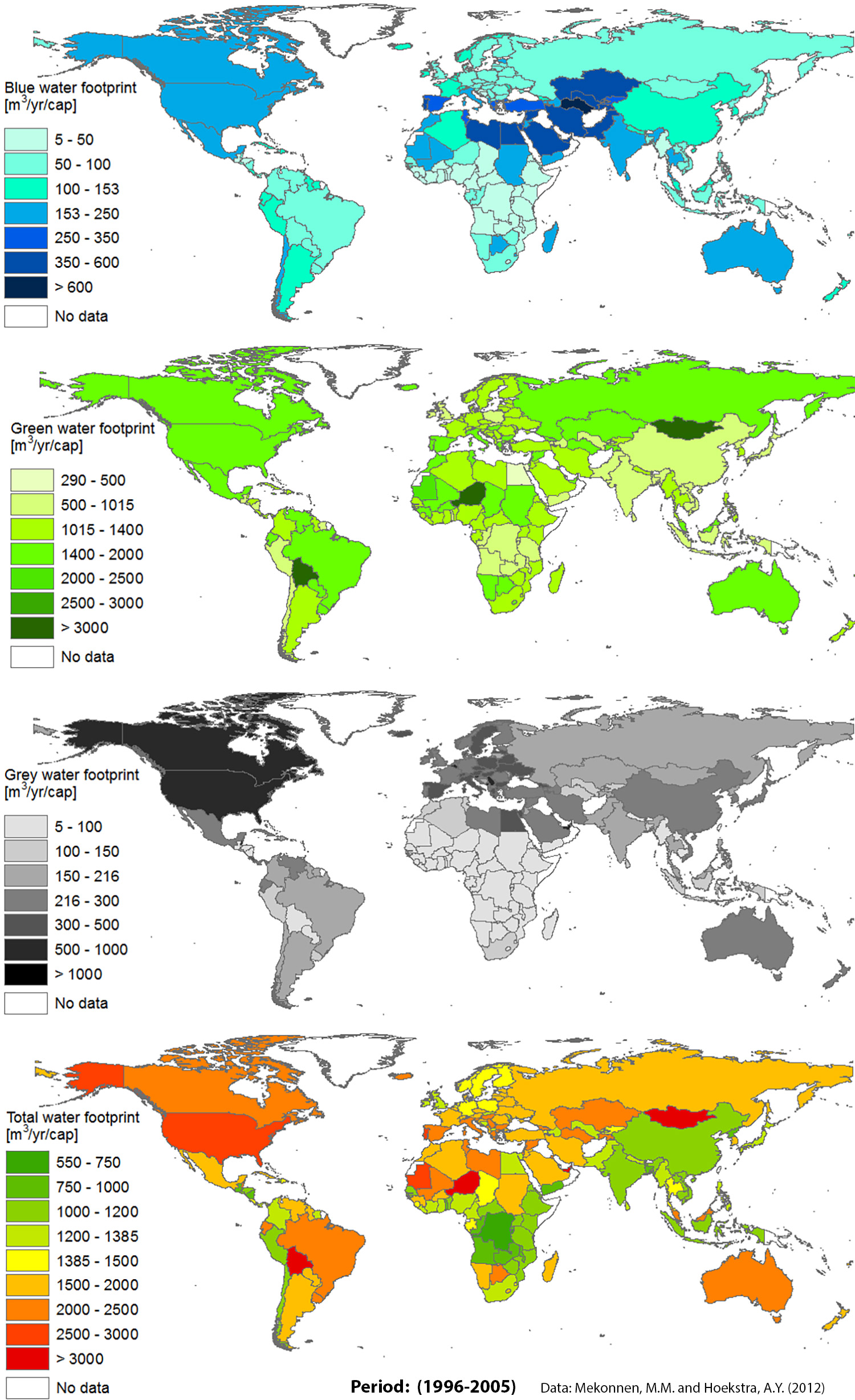
Spotřeba na osobu podle typu vodní stopy.

Podle typu zdroje vody se vodní stopa dělí na modrou (z povrchových a podpovrchových vod), zelenou (ztracenou pomocí evapotranspirace v zemědělství a lesnictví) a šedou (spotřebovanou při úpravě vody).